# 格勞賓登州
格勞賓登州（德語： [ɡraʊˈbʏndən]；法語： [ɡʁiˈzɔ̃]；義大利語： [ɡriˈdʒoːni]；羅曼什語： [ɡʁiˈʒun]）位於瑞士東南部，是瑞士境內一個主要羅曼什語區。主要城市庫爾為瑞士的水療度假勝地。
格勞賓登是德语“灰色同盟”之意。

## 名称
格劳宾登州（历史上也拼写为Graubündten）是它起源的三国同盟中政治上最重要的一个。1367年建立的灰色同盟在1442年被首次命名，这可能是苏黎世和奥地利人的嘲弄名称，在1486年之前被同盟自身采用。在15世纪，出现了三国同盟的称谓。到16世纪，罗马省雷蒂亚的名称被人文主义者转移到三国同盟的领土上。1799年，拿破仑·波拿巴的联盟被并入当时的海尔维第共和国的雷蒂亚州。这个名字在今天仍然很常见，如库尔的雷蒂亚铁路或雷蒂亚博物馆，而格劳宾登人的罗曼什语的雷蒂亚-罗曼语支这个名字就是由此而来的。随着拿破仑·波拿巴于1803年颁布的调解法案和现代瑞士联邦的相关宪法，格劳宾登这个名字正式成为官方名称。
因此，州的徽章由三国同盟的徽章组合而成（左上、右上和下方）。

## 地理

### 概况
- 最高点：贝尔尼纳峰（海拔4048.6米）

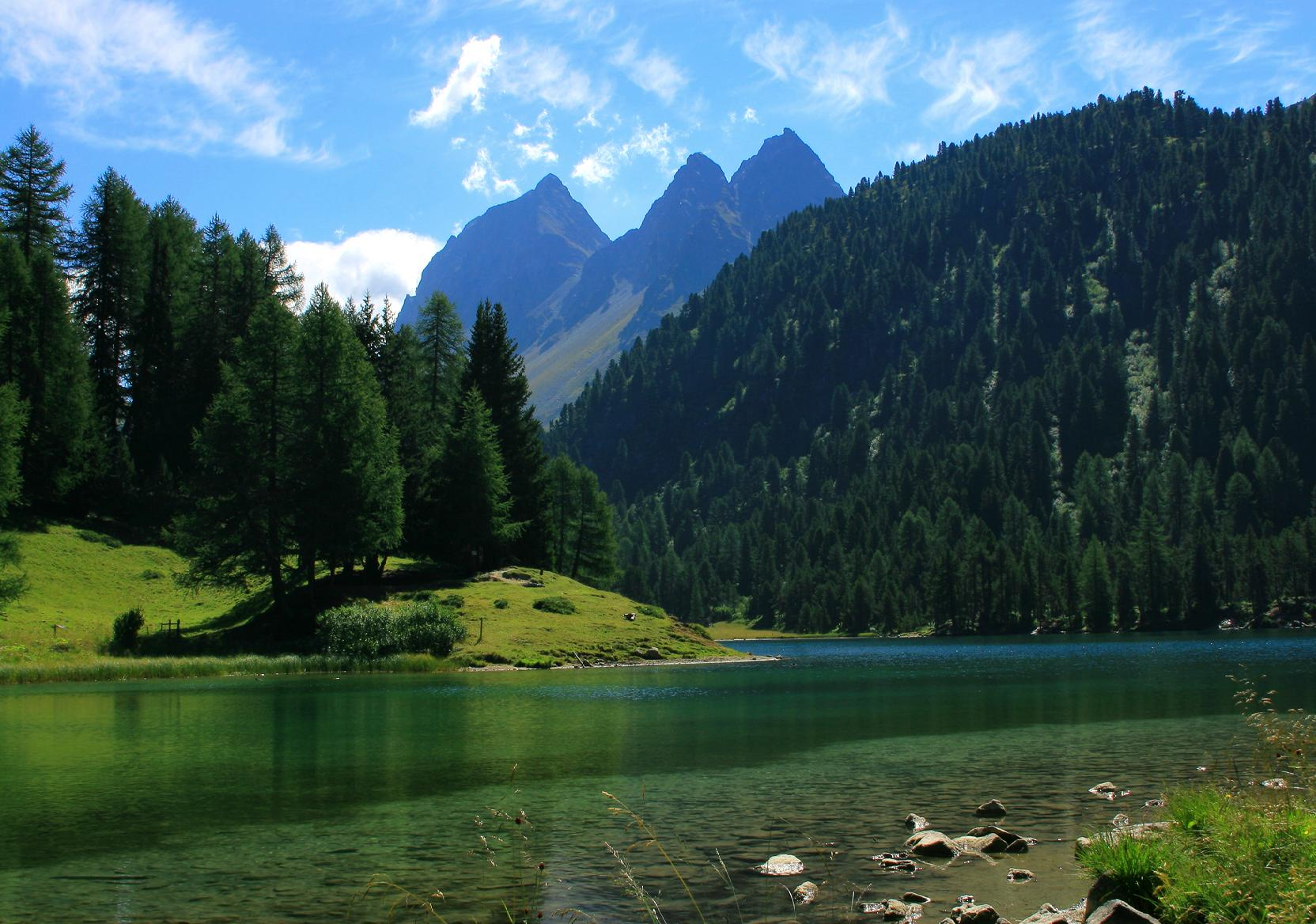
帕尔普洛尼亚湖，位于阿尔布拉山口附近

- 最低点：与提契诺州接壤的莫埃索河（253米）

作为瑞士最大的州（7,105km2），该州位于东南部，主要以山地景观为特征。由于其地理条件，它是瑞士人口最少的州之一，尽管面积很大，但人口在州当中仅排名第14位（约20万人）。

### 周边区域
格劳宾登州位于阿尔卑斯山脉的中心，在社会、经济和文化方面一直与周边地区紧密相连。过境交通和贸易是关键因素。
格劳宾登州与西南部的提契诺州、西部的乌里州、北部的格拉鲁斯州和圣加仑州接壤。格劳宾登州的北部是瑞士与列支敦士登和奥地利（福拉尔贝格州和蒂罗尔州），东部是意大利的南蒂罗尔，南部是伦巴第大区。除格劳宾登州外，只有圣加仑州与三个不同的邻国接壤（德国、列支敦士登和奥地利）。

### 地形
地形和气候是景观和居住在其中的人们的决定性因素，特别是在格劳宾登山区。格劳宾登州是瑞士最大的山区州。该州一半地区位于海拔2100米以上。
阿尔卑斯山褶皱和冰河时代创造了地形。格劳宾登州是西阿尔卑斯山和东阿尔卑斯山之间的边界，在地质学上位于海尔维第山脉（石灰岩）、奔宁山脉和东阿尔卑斯山脉之间。
地形也会影响气候，造成小规模的气候差异，特别是由于海拔的差异。瑞士发生的所有类型的气候也发生在格劳宾登州：在格劳宾登州北部，潮湿的大西洋洋流占主导地位，在内阿尔卑斯山，它明显更干燥，在图耶奇和梅德尔，潮湿的南北洋流相交并导致年降雨量高，在南部山谷，地中海气候已经很明显。格劳宾登山区的气候变暖尤为严重。

### 水文
格劳宾登州主要由莱茵河及其发源于格劳宾登州的春季河流前莱茵河和后莱茵河排水。该国东部的恩加丁被同样发源于格劳宾登州的因河灌溉。阿尔卑斯山脉主山脊之外是意大利语区的南部河谷，这些河流汇入波河：米索克斯河与卡兰卡塔尔河、贝尔格尔河和普施拉夫河。该国最东端的瓦尔米施泰尔属于阿迪杰河流域。
北海、地中海和黑海的三个集水区在马洛亚上方伦金山口附近的因河泉附近汇合，马洛亚是欧洲最重要的分水岭。从那里，尤利亚河向北流经莱茵河，汇入北海，南面的梅拉河的水通过波河进入地中海，因河往东流入多瑙河，进而流入黑海。

### 景观
在格劳宾登州，有大约150个山谷、615个（瑞士一共有1500个）湖泊和937座山峰，最高海拔4049米。莱茵河和因河地区周围的整个山脉群被称为格劳宾登山。
在大约9400年前的史前时期，由于永久冻土融化导致的变暖，山谷陡坡上发生了两次山体滑坡，分别是塔敏滑坡和弗利姆斯滑坡（阿尔卑斯山最大的滑坡）。滑坡和堰塞湖共同创造了格劳宾登州莱茵河谷独特的景观瑞士大峡谷和岩石山（Tuma）。

### 动植物
格劳宾登州以其丰富的狩猎资源而闻名，尤其是鹿、羚羊和野山羊。在阿韦尔斯，有非常多的土拨鼠，以至于创造了一条土拨鼠自然步道。曾经灭绝的哺乳动物物种的迁徙，如熊、狼、猞猁、海狸等。在现代，它增强了格劳宾登州的动物群，但经常与人口稠密的山谷和使用频繁的高山地区发生使用和利益冲突。
格劳宾登州约有300种鸟类，记录在参考书《格劳宾登的鸟类》中。

## 历史

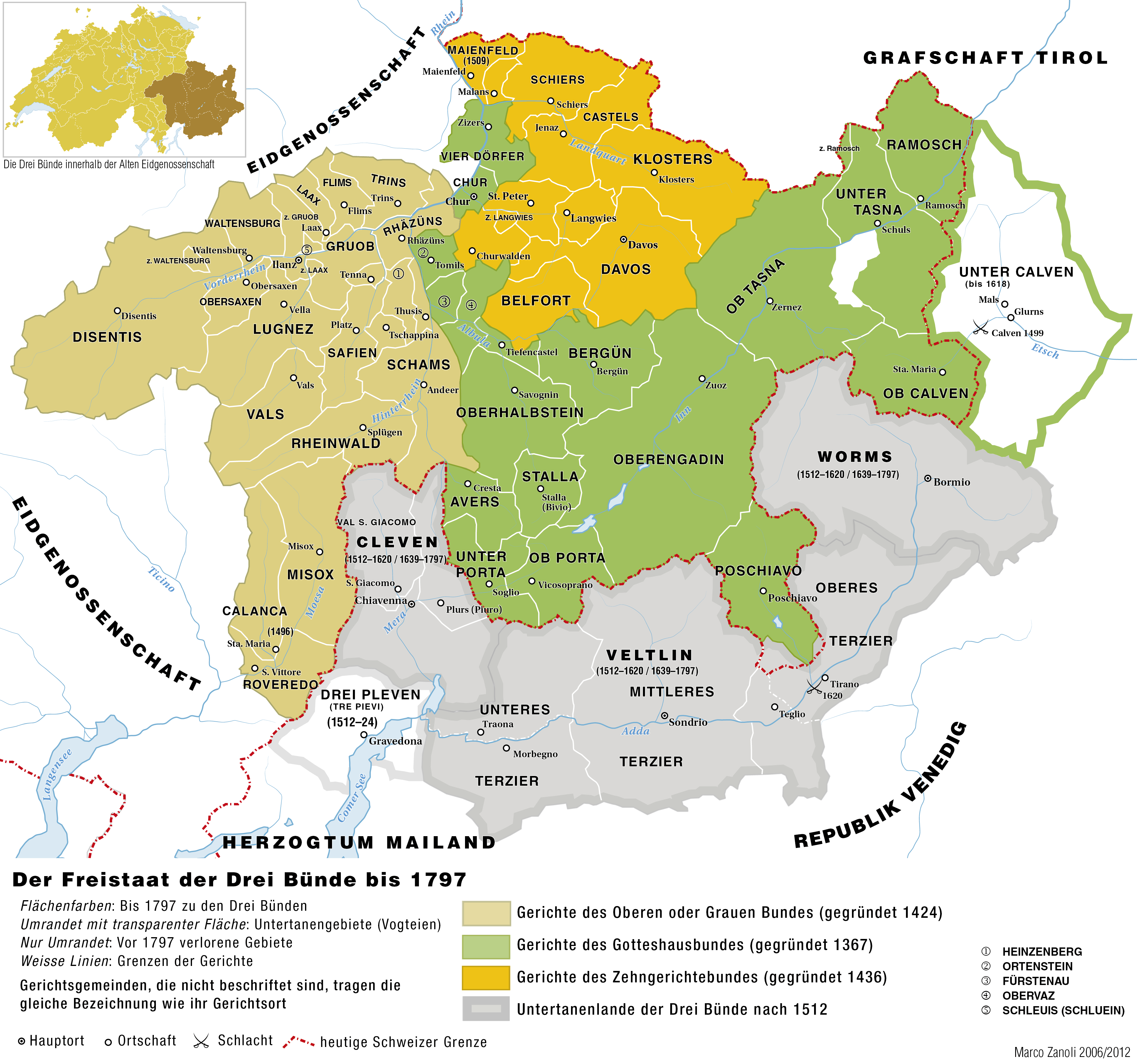
18世纪的三国同盟，分别是西部的灰色同盟（土黄色），北部的十辖区同盟（橙色）和东南部的上帝之家同盟（绿色）

现今格劳宾登山脉的高山深谷最初是由雷蒂亚人（Rhaeti）定居的。在库尔，定居的考古证据可以追溯到普芬文化（公元前3900-3500年），使格劳宾登州的首府成为瑞士最古老的定居点之一。
该州的大部分土地曾经是公元前15年建立的罗马省雷蒂亚的一部分。格劳宾登州首府库尔在罗马时代被称为Curia。该地区后来成为库尔教区的一部分。
1367年，上帝之家同盟（Cadi、Gottes Haus、Ca'di Dio）成立，以抵抗库尔主教的崛起。随后，1395年在上莱茵河谷成立了灰色同盟（Grauer Bund），有时也被称为上同盟。灰色同盟这个名字来源于人们穿着的土布灰色衣服，在1424年3月16日之后才被使用。这个同盟的名字后来被命名为格劳宾登。1436年，随着吐根堡家族的灭亡，前托根堡伯爵领地的十个辖区成立了第三个联盟。该联盟被称为十辖区同盟（Zehngerichtebund）。
迈向格劳宾登州的第一步是1450年，十辖区同盟与上帝之家同盟结盟。1471年，这两个联盟与灰色同盟结盟形成三国同盟。1497年和1498年，在哈布斯堡王朝于1496年获得已灭绝的吐根堡王朝的财产后，三国同盟与旧瑞士邦联结盟，三年后在施瓦本战争中与邦联站在一起。哈布斯堡王朝在卡尔文峡谷和多尔纳赫被击败，帮助瑞士邦联和格劳宾登州的同盟得到承认。然而，在1524年9月23日的联邦简报之前，三国同盟一直是一个松散的联盟。
库尔主教管辖权的最后痕迹于1526年被废除。1520年对米兰公国的穆索战争使三同盟更接近瑞士邦联。
1618年至1639年间，它成为了同盟骚乱期间相互竞争的派系之间的战场。新教派得到了法国和威尼斯的支持，而天主教派则得到了西班牙和奥地利哈布斯堡王朝的支持。双方都试图控制格劳宾登，以控制重要的阿尔卑斯山口。1618年，年轻的激进派约尔格·耶纳奇成为“神职监督”法庭的成员和反哈布斯堡派的领导人。他监督了桑治奥祭司尼科洛·鲁斯卡被折磨致死。作为回应，亲天主教的普兰塔家族的贾科莫·罗布斯特利在瓦尔泰利纳组建了一支反叛军。1620年7月18日晚上，一支由奥地利和意大利军队支持的瓦尔泰利纳叛军部队进军蒂拉诺，开始杀害新教徒。当他们完成屠杀后，他们前往泰廖，桑治奥，并进一步沿着山谷前进，杀死了他们发现的每一个新教徒。当晚及随后四天内，共有500至600人死亡。这次袭击将几乎所有的新教徒赶出了山谷，阻止了新教徒的进一步入侵，并将瓦尔特利纳派赶出三国同盟。
作为回应，1621年2月，耶纳奇率领一支反哈布斯堡王朝的军队袭击了亲天主教派别领导人蓬佩尤斯·普兰塔的故居里特贝格城堡。他们让普兰塔大吃一惊，据传说，他被约尔格·耶纳奇用斧头杀死了。杀死普兰塔鼓励了新教派系，他们组建了一支领导不力、组织混乱的军队，夺回了瓦尔泰利纳和其他领地。然而，军队在袭击一个天主教城镇之前就崩溃了。新教的入侵为西班牙和奥地利人入侵三国同盟提供了借口。到10月底，西班牙和奥地利占领了所有的格劳宾登州。1622年1月，由此产生的和平条约迫使格劳宾登放弃了瓦尔米施泰尔、下恩加丁和普赖蒂高山谷。该条约还禁止在这些山谷信奉新教。作为回应，1622年，普赖蒂高山谷反抗奥地利人，将他们赶出山谷。1623年至1624年和1629年至1631年，奥地利人再次入侵山谷，试图重新建立天主教信仰。
1623年，同盟与法国、萨伏伊和威尼斯结盟。约尔格·耶纳奇和乌利塞斯·冯·扎利斯利用法国资金雇佣了一支8000人的雇佣军，并驱逐了奥地利人。1626年3月5日，法国与西班牙签订的蒙松和平条约确认了瓦尔泰利纳的政治和宗教独立。1627年，法国人从瓦尔泰利纳山谷撤军，该山谷当时被教皇军队占领。从1631年开始，在法国公爵亨利·德·罗昂的领导下，同盟开始驱逐西班牙人。但黎塞留仍然不想把山谷交给居民。但法国人显然打算永久驻扎在同盟，但不会强迫瓦尔泰利纳人皈依新教时，约尔格·耶纳奇（现在是一名雇佣军领袖）于1635年皈依了天主教。1637年，他起义并与奥地利和西班牙结盟。他和其他31名同盟军官的叛乱迫使法国人不战而退。1639年1月24日，约尔格·耶纳奇在狂欢节期间被一名打扮成熊的未知袭击者杀死。袭击者可能是蓬佩尤斯·普兰塔的儿子，也可能是当地贵族雇佣的刺客。据传说，他是被他在蓬佩尤斯·普兰塔身上使用的同一把斧头杀死的。1639年9月3日，三国同盟与西班牙达成协议，将瓦尔泰利纳重新置于同盟主权之下，但承诺尊重天主教信仰的自由行使。1649年和1652年与奥地利签订的条约将米施泰尔和下恩加丁山谷重新置于三国同盟的管辖之下。
1798年，格劳宾登州的土地成为海尔维第共和国的一部分，成为雷蒂亚州，但瓦尔泰利纳除外，该州于1797年因加入奇萨尔皮纳共和国而分离。1814年，它成为奥地利帝国的一部分，1859年加入意大利王国。根据《调解法》，瑞士的“永久盟友”于1803年成为一个州。该州的宪法始于1892年。在接下来的一个世纪里，对宪法进行了大约30次修改。
1933年，三个原同盟的纹章被合并为现代州的纹章。

## 人口
当地居民被称为宾登人（Bündner）。截至2023年12月31日的统计，格劳宾登州的人口为204,888人。人口密度为每平方公里29人，远低于瑞士平均水平（每平方公里217人）。州内外国人（没有瑞士公民身份的注册居民）在2023年12月31日的比例20.6%，全国平均为27%。根据2021年6月30日的失业统计，州失业率为1.2%，而联邦失业率为2.8%。

### 语言

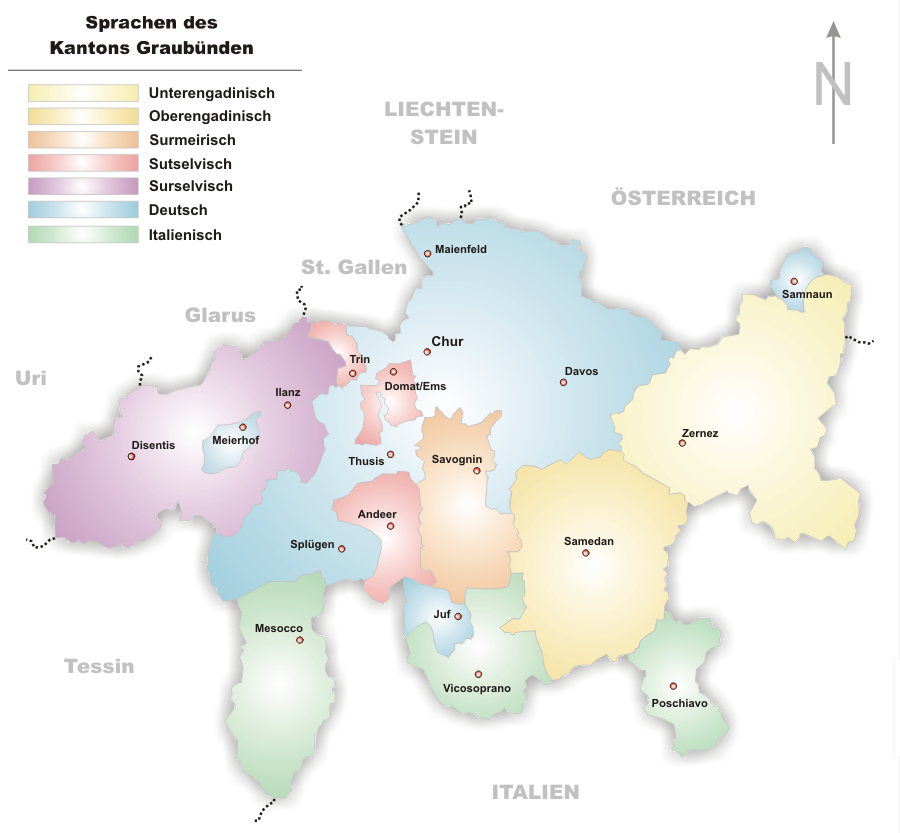
格劳宾登州使用语言地图，蓝色为德语区，绿色为意大利语区，其余颜色为不同的罗曼什语方言

格劳宾登州是瑞士唯一一个拥有三种官方语言的州：德语、罗曼什语和意大利语。与此同时，它是唯一一个罗曼什语为官方语言的州。由于语言和文化的多样性，以及其形状和性质，该州被称为瑞士境内的小瑞士。
市和地区在定义自己的官方语言和授课语言方面享有自治权，但该州制定了指导方针，特别是支持少数语言罗曼什语和意大利语。根据2006年《格劳宾登州语言法》第16条，至少40%的居民说祖先习语的城市被视为官方单语城市，至少20%的居民说祖传习语的城市则被视为正式双语城市。
格劳宾登州的大多数德语方言属于两组瑞士德语：
高地阿勒曼尼语，即在库尔地区、迈恩费尔德区、五村庄（兰德夸特）区。从19世纪到20世纪，多姆莱施也讲德语；德语方言在中世纪晚期和现代时期从北方（特别是康斯坦茨湖和莱茵河谷）或者从西北部（瓦伦湖-塞兹谷）开始，最初与罗曼什语聚居区重叠。
至高阿勒曼尼语-瓦尔瑟德语，中世纪高地瓦尔瑟人（瓦莱人）居住的村庄，即普雷蒂高、达沃斯乡村和尚菲格，以及原始语言岛阿韦尔斯、穆滕、莱茵瓦尔德、萨芬谷、瓦尔斯、茨察皮纳和上萨克森都使用这种德语，由于罗曼什语的衰退，这些语言岛今天在一定程度上与高地阿勒曼尼语建立了空间联系。
另一方面，东部角落的萨姆瑙恩是瑞士唯一属于巴伐利亚语，尤其接近蒂罗尔方言。
在该州的各个地区——上塞尔瓦、中宾登的部分地区、恩加丁和明斯特山谷——使用的罗曼什语有五种地区书面方言（所谓的习语），即上塞尔瓦语、下塞尔瓦语、上米兰语、上恩加丁语和下恩加丁语，以及超地区书面语言格劳宾登罗曼什语，它是在20世纪80年代才根据各种习语作为自然共通语而创建的。明斯特山谷方言没有书面传统。在引入格劳宾登罗曼什语之前，下恩加丁语在明斯特山谷学校教授。
米索克斯和卡兰加山谷、贝格尔、比维奥和普什拉夫的意大利语方言属于伦巴底语。
最迟从19年中期开始。在19世纪，当联邦政府为了执行无家可归法而强制将大量叶尼希人分配给格劳宾登州时，格劳宾登还有一个没有统计记录的叶尼希母语人口（估计整个瑞士有35,000人）。叶尼希语（属于高地德语的一种）是瑞士公认的少数民族语言，因此在格劳宾登州也是如此，但没有官方语言地位。
按语言划分的人口（2020年人口普查）：
- 德语：149,471（74.7%）
- 罗曼什语：27,813（13.9%）
- 意大利语：27,813（13.9%）
- 其他：15,607（7.8%）

截止2003年，格劳宾登州除了德语和意大利语外，还以所有五种罗曼什书面方言出版了七种语言的教科书。2003年，格劳宾登州议会决定仅以格劳宾登罗曼什语出版相应的教材。然而，这一决定已在2013年原则上被推翻。
德语的方言和历史词汇以及格劳宾登州的民间文化由瑞士习语记录，格劳宾登罗曼什语由《格劳宾登罗曼什语词典》（Dicziunari Rumantsch Grischun）记录，意大利语由《瑞士意大利语区方言词汇》记录。《瓦尔瑟德语习语》得到了格劳宾登州瓦尔瑟议会代表的支持。

### 宗教

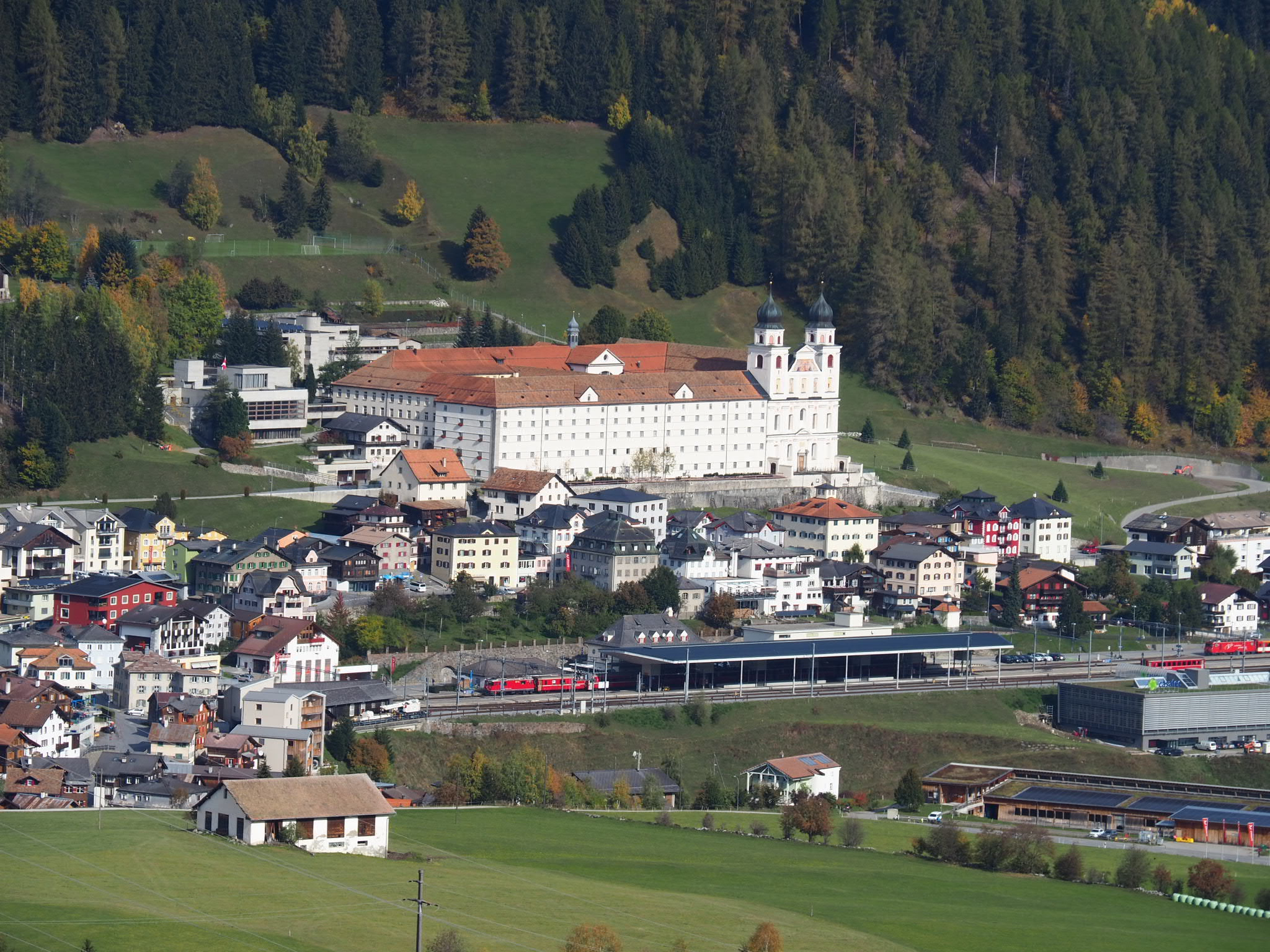
迪森蒂斯修道院

由于各个市镇的主权，在16世纪，每个市镇都自主决定其教派。弗赖施是该州第一个经过改革的自治市，其次是圣安特尼恩，后来又是其他自治市镇。因此，格劳宾登州属于传统上宗教均衡的州。
大部分天主教徒是前莱茵河谷与伦内齐亚谷（不包括格鲁奥布和瓦尔滕斯堡的部分地区），上哈尔布施泰因（不包含比维奥）和中部兰德瓦瑟河谷（不含贝尔金），米索克斯，卡兰加山谷和普什拉夫。
新教最多的是普雷蒂高、尚菲格和达沃斯乡村，后莱茵河谷的沙姆斯、莱茵瓦尔德和阿韦尔斯，前莱茵河谷中的萨芬山谷，格鲁奥布和瓦尔滕斯堡的部分地区，以及南宾等地区的恩加丁（不包括塔拉斯普和萨姆瑙恩）、贝尔盖尔和明斯特山谷（不包括米施泰尔）。
五村和因博登地区以及多姆莱施格和库尔瓦尔德山谷地区传统上是混合教派。由于移民，今天的两个宗教改革城市库尔和伊兰茨的天主教徒占多数。
修道院位于米施泰尔，迪森蒂斯，卡齐斯和伊兰茨。
2017年，格劳宾登州的居民中约有80%是地方教会的成员：91,051人（46.0%）是罗马天主教会的成员，66,533人（33.6%）是福音-新教会的成员（总人口：197 888人）。 
根据瑞士联邦统计署（BFS）进行的一项调查，今天格劳宾登州大多数人信奉基督教，占70.6%：38.9%是罗马天主教的成员，28.5%是新教改革宗成员，3.2%属于其他基督教会。2.2%信奉伊斯兰教，另有11.8%属于其他宗教团体。25.9%的人属于无宗教，0.6%的人宗教信仰未知。

## 政治
到目前为止，格劳宾登州有三部州宪法。之前有效的是1854年和1892年公布的，现在的是2003年公布的。
对于联邦议会，格劳宾登州和其他州一样，根据其人口比例，向联邦院派遣两名代表，向国民院派遣五名代表。

### 立法机构

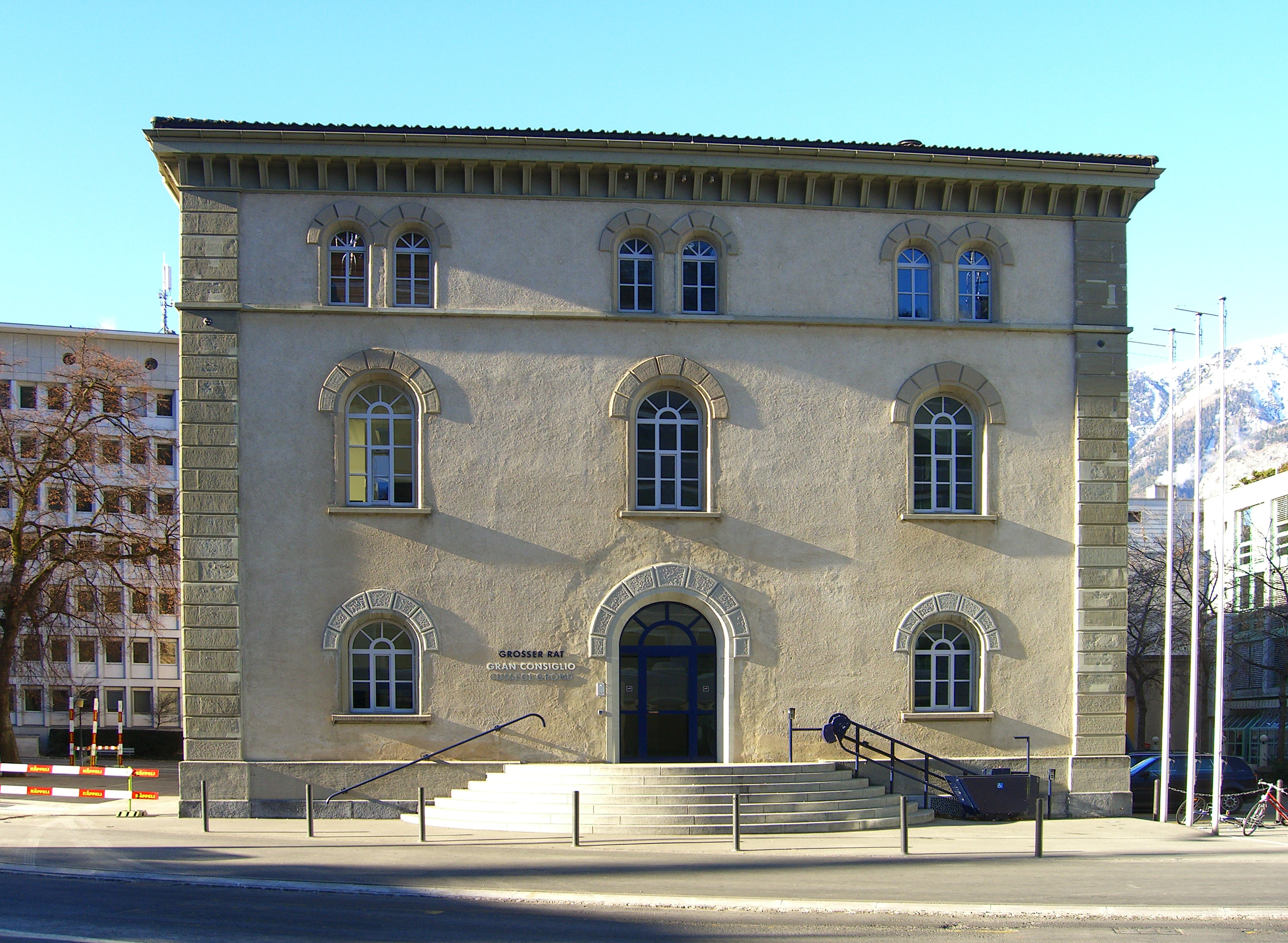
位于库尔的格劳宾登州大议会大厦

州的立法机构是大议会（Grosse Rat），有120名成员，自2022年以来，根据比例选举程序，由人民选举产生，任期四年。
人民可直接参与立法：4000名选民或七分之一的市政府可以要求修改宪法，3000名选民或八分之一的市政府可以提出法律或法律变更（民众倡议），1500名选民或十分之一的市政当局可以要求将法律或此类法律变更提交公民投票（公民投票）。宪法修正案必须经过公民投票。
目前格劳宾登州大议会议席分布：
- 自民党.自由党 27
- 中间党 34
- 瑞士社会民主党 27
- 瑞士人民党 25
- 绿色自由党 7

### 行政机构
政府行政委员会（以前称为小议会）有五名成员，由人民通过多数程序选举产生，任期四年。但委员会主席每年都要进行更换。
2023-2026年的委员会成员包括：
- 约恩·多梅尼克·帕洛里尼（中间党）
- 马尔库斯·卡杜夫（中间党）
- 马丁·比勒（自民党.自由党）
- 卡梅利娅·迈森（中间党）
- 彼得·派尔（社会民主党）

### 司法
州最高法院为州法院和行政法院。州法院
负责民法、刑法、债务管理法、破产法以及部分行政法和行政刑法领域的判例。行政法院同时是宪法法院和保险法院，负责公法领域的判例。下级法院是11个地区法院。
在向地区法院提起诉讼之前，通常需要进行调解程序。调解机构负责这项工作，其主席通常被称为和平法官或调解人。格劳宾登州有三种调解机构（《瑞士民事诉讼法》第3条）：调解机构（每个地区一个）、租赁调解机构（每个地区一个）和州平等调解机构（每个州一个）。

### 行政单位
由于历史原因，格劳宾登州是瑞士100多个政治市镇（2001年仍为212个）可能拥有最明显市镇自治的州。
区由少数市镇组成，或者在特殊情况下由一个市组成，现在只作为大议会的选区。然而，直到2015年底（在上恩加丁直到2017年底），它们都是自治机构，大议会在2014年之前仍由传统州民大会选举产生。
这11个地区（Region）纯粹是格劳宾登州的行政机构，因此没有内部自治权。他们在2016年取代了以前的区（Bezirk）。
这种三重行政划分可以是说跟格劳宾登州的历史传统不符，因为大多数市镇都是历史上三国同盟自由领地内的邻里和司法市镇，而区直到19世纪才建立了一个。因此这是属于现代格劳宾登州建立的行政管理机构。

## 行政区划

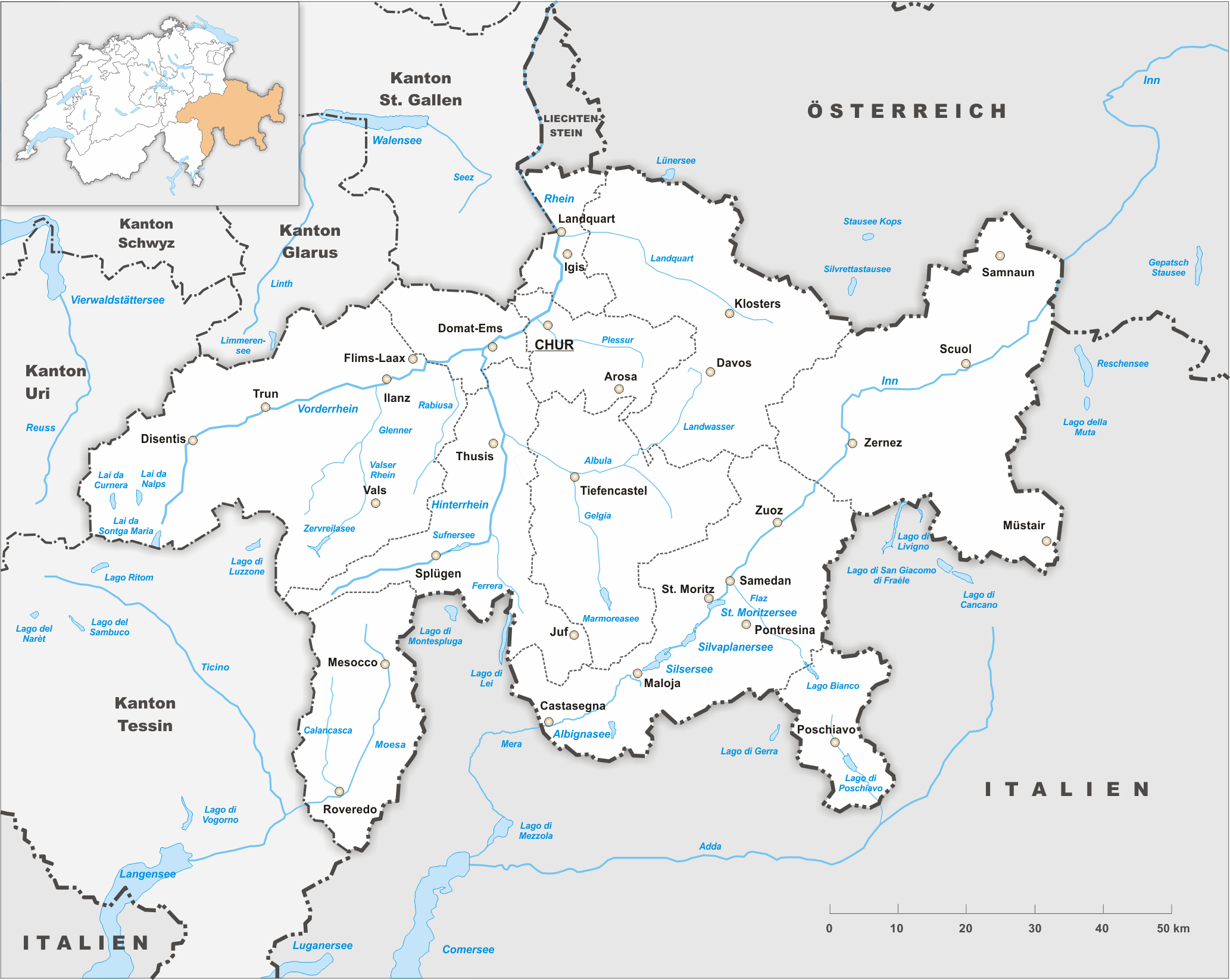
2016年以来的格劳宾登州地图

根据格劳宾登州市镇办公室的数据，目前共有101个市镇。截至2023年1月。
2019年，该州的以下市镇人口超过4000人。2023年的人口数据：
- 库尔，首府，39,242人
- 达沃斯，10,800人
- 兰德夸特，9,191人
- 多马特，8,286人
- 伊兰茨/利翁，5,030人
- 圣莫里茨，4,926人
- 施库奥尔，4,572人
- 克洛斯特斯，4,473人

### 地区
格劳宾登州从2016年1月开始划分为11个地区（Region），取代了原来的区（Bezirk）和专区（Kreis）。
- 阿尔布拉地区
- 贝尔尼纳地区（人口最少的地区）
- 下恩加丁/米施泰尔谷地区
- 因博登地区
- 兰德夸特地区
- 马洛亚地区
- 莫艾萨地区

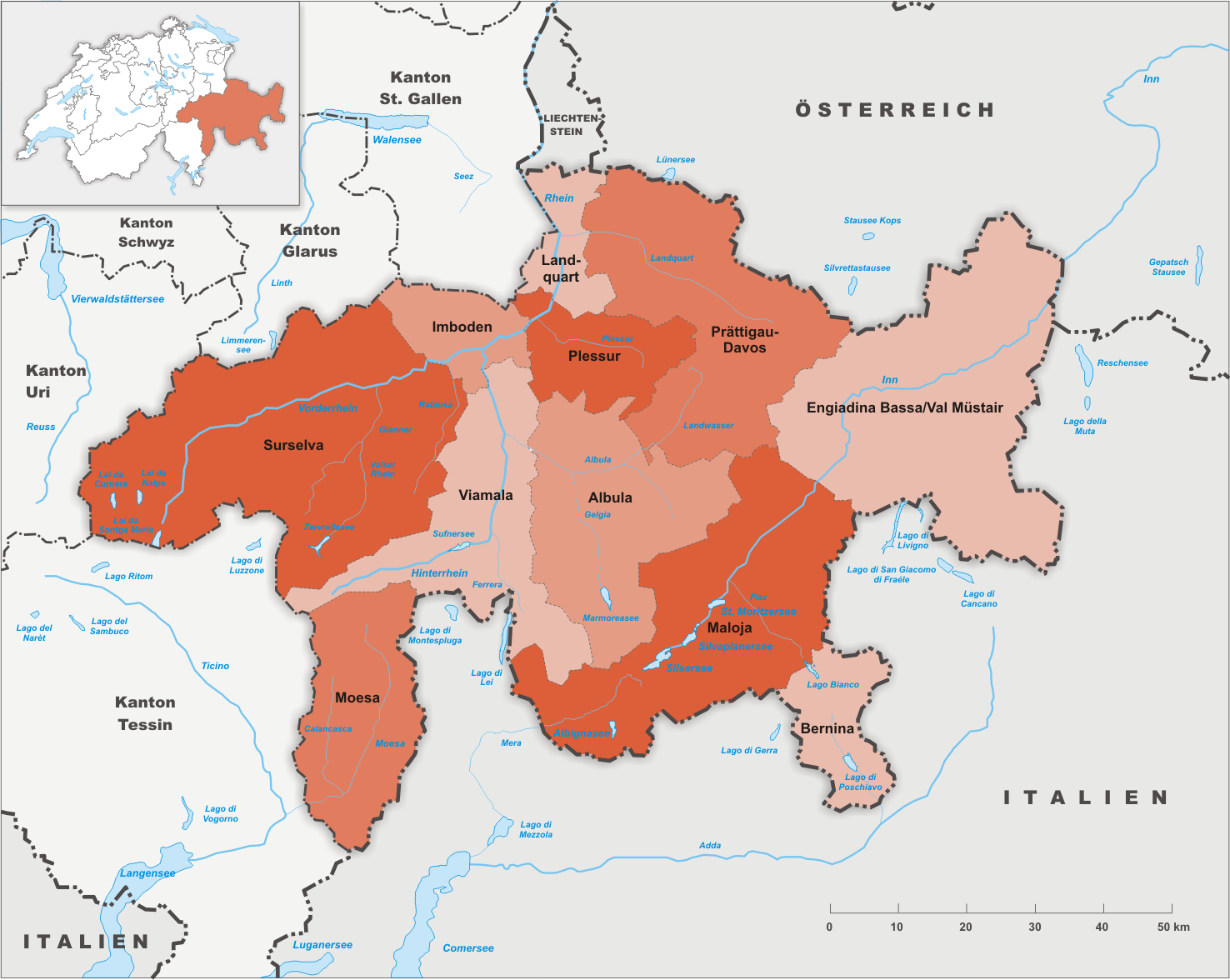
2016年以来格劳宾登州地区地图

- 普雷苏尔地区（为首府库尔所在地区，人口最多的地区）
- 普雷蒂高/达沃斯地区
- 上塞尔瓦地区
- 维亚马拉地区

截止2015年12月31日，格劳宾登州分为11个区，下辖39个专区。

## 经济
2022年，格劳宾登州国内生产总值（GDP）为167亿法郎（在26个州中排名第17）。该州的人均国内生产总值为82,817法郎（2022年），排名第十。 
由于利基生产和补贴，对一些山谷的永久定居至关重要的山地农业得以生存。8%的人口从事农业和林业工作，50%的农场是有机经营的。2020年，该州66.2%的农业面积由1305个农场有机种植。世纪之交以来，出口业实现了最大的增长，24%的人口在工商业工作。经济中最重要的部门是服务业，特别是旅游业，在州国内生产总值中所占比例很高，约为14%。
2020年2月，齐尔岑（Tschiertschen）被格劳宾登旅游局评为该州最美丽的山村。
旅游业最初是一项夏季活动，1865年格劳宾登州发明了冬季旅游业，重点是上恩加丁、达沃斯/克洛斯特斯、阿罗萨、伦策海德、齐尔岑和弗利姆斯地区。同样值得一提的是瓦尔斯、施库奥尔和安德尔以及阿尔瓦诺伊的温泉旅游。格劳宾登州是城堡密度最高的州，米施泰尔有圣约翰本笃会修道院，索利奥村和齐利斯教堂拥有世界级的文化资产。阿尔布拉山谷新增了雷蒂亚铁路。伯尔尼纳山口上的铁路线也具有重要的建筑意义，而萨多纳地质结构区被列为世界遗产。自1991年以来，连接希尔斯和舒德尔斯的萨尔基那山谷桥一直是瑞士迄今为止唯一的世界纪念碑。该奖项由ASCE颁发。

## 文化

### 特色饮食

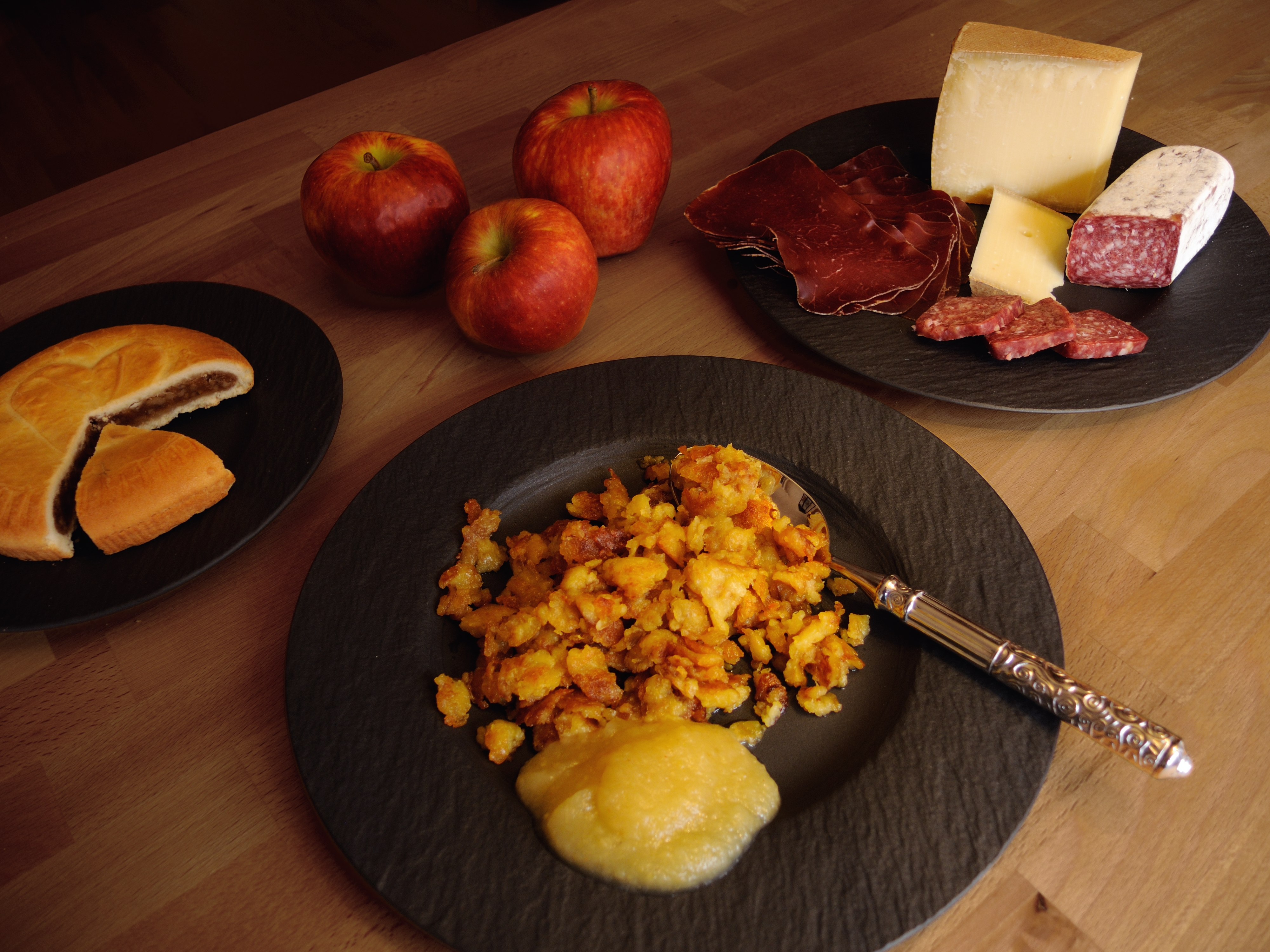
马伦斯（Maluns）是格劳宾登州特色美食，以土豆和面粉混合烹制

格劳宾登州已经开发了一种独立的，区域化的美食，与其他瑞士地区美食不同。典型的地区产品是空气干燥的宾登干肉和其他干肉特色菜，如Salsiz或Andutgel。典型的菜肴包括Capuns，Plain in Pigna，Pizokel，Maluns，宾登坚果派和宾登大麦汤。作为典型的佐餐饮料被认为是罗特利酒（Röteli，一种利口酒）。著名的罗特利酒来自迈恩费尔德，该州最大的葡萄酒产区。
1559年至1610年间，《1559美丽的烹饪书》首先出现在巴伐利亚地区，后来又出现在库尔地区。

### 文学
有用不同语言写成的罗曼什语文学；众所周知的代表的经典小说家有克洛·杜里·贝佐拉，克拉·比尔特，阿尔诺·卡梅尼什，戈里·克兰古蒂，莱奥·托尔，特蕾萨·吕特尔斯-泽利。使用德语的作家主要来自讲德语的农村地区，并在多元文化环境中受到影响。讲意大利语的作家主要来自意大利语区，与他们在普什拉夫，贝尔盖尔或米索克斯的山谷有关。

## 交通

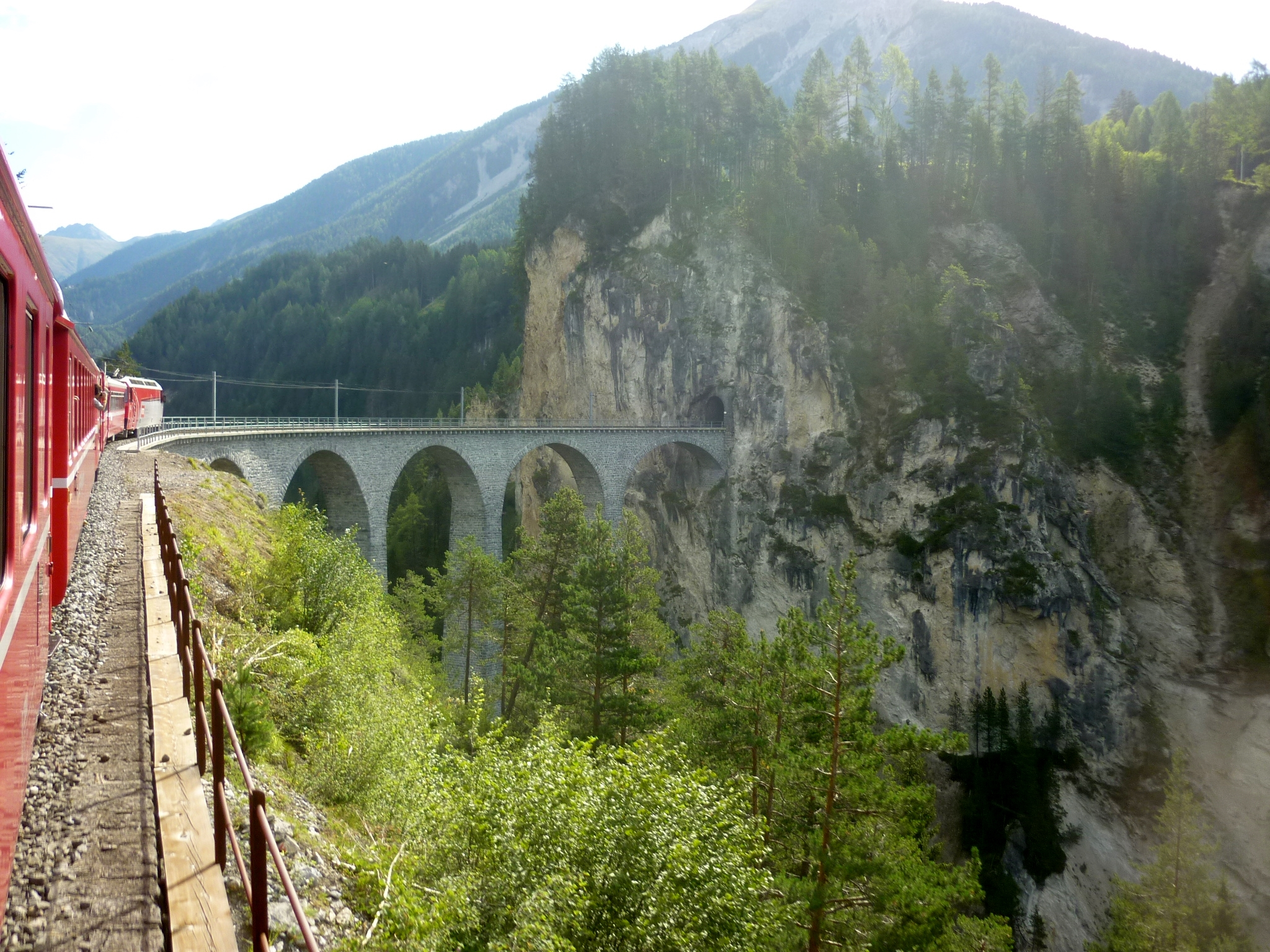
贝尔尼纳快车经过朗德瓦萨桥

自古以来，交通就决定了格劳宾登州的居住方式。贸易是重要的经济因素。在罗马时代，马车穿过尤利尔山口。1387年，库尔主教委托山脉贵族雅各布·冯·卡斯泰尔穆尔将塞普蒂梅山口扩展为可行的道路。
在20世纪初 ，格劳宾登州有1000公里长的道路，但机动个人交通受到了激烈的打击。小委员会（政府委员会）于1900年8月24日举行，发布了宾登禁车令，禁止在格劳宾登州所有道路上开车。1903年，小委员会在州道路上颁发了医生和医疗车辆的驾驶执照。1907年10月13日，9110人投票反对开放汽车，2074人赞成。尽管如此，委员会继续其先前的批准做法，并于14日决定。1910年5月，从兰德夸特的塔尔迪斯桥到库尔的道路向所有交通开放。但另一次公投撤销了这一批准。1919年，格劳宾登首次开放邮车。直到1925年6月21日，州政府成员几乎同意了一项提案，该提案允许公路上最多有8个座位的汽车。
允许汽车行驶需要扩大道路网络，但该州缺乏资金。直到1935年，联邦才向阿尔卑斯各州提供了1.26亿法郎的援助，格劳宾登州获得了3500万法郎。从而扩建了四条主要的阿尔卑斯山道路。包括尤利尔山口的“上大道”。今天，州道路网络包括597公里的主要道路和826公里的连接道路。全长166公里的国家道路由A13和N28（普雷蒂高大道）组成。2008年1月，由联邦政府负责，A13高速公路以南北方向穿越该州。
今天，南北之间最重要的通道是莱茵瓦尔德和米索克斯之间的圣贝纳迪诺山口，以及通往恩加丁的尤利尔山口。到2023年，机动化程度（每1000人乘用车）为582辆。

### 铁路
瑞士联邦铁路通过萨尔甘斯-兰德夸特到库尔运行。格劳宾登的主要山谷和旅游景点由雷蒂亚铁路（Rhätische Bahn）提供服务。雷蒂亚铁路还运营伯尔尼纳快车，并与马特洪峰-哥达铁路一起运营冰川快车。